# Kyūjitai
Kyūjitai (japanska: gammal teckenform) är den traditionella japanska formen av kinesiska tecken, kanji, som användes i japanska fram till 1947[källa behövs] då de idag använda förenklade tecknen (shinjitai) lanserades. Innan Toyo-kanjilistan med nya teckenformer lades fram var kyūjitai kända som seiji (正字, "korrekta tecken). Kyūjitai kom av tekniska skäl att användas i tryckta texter långt in på 1950-talet och det anses fortfarande acceptabelt att använda de gamla teckenformerna i personnamn.

## Källhänvisningar
1. ↑  " 1.3.12. Writing reforms in modern Japan". Sljfdaq.org. Läst 13 juli 2014. (engelska)